# دارين مكورماك
دارين مكورماك (بالإنجليزية: Darren McCormack)‏ (29 سبتمبر 1988 بإدنبرة في المملكة المتحدة - ) هو لاعب كرة قدم بريطاني في مركز قلب الدفاع. شارك مع منتخب اسكتلندا تحت 21 سنة لكرة القدم. أما مع النوادي، فقد لعب مع نادي بريتشين سيتي ونادي روس كاونتي ونادي هيبرنيان ونادي إيست فيف وأردريونيانز.

## وصلات خارجية
- دارين مكورماك على موقع قاعدة بيانات كرة القدم.إي يو (الإنجليزية)
- دارين مكورماك على موقع Soccerbase.com (لاعب) (الإنجليزية)
- دارين مكورماك على موقع Soccerway.com (الإنجليزية)
- دارين مكورماك على موقع عالم كرة القدم.نت (الإنجليزية)
- دارين مكورماك على موقع GSA (الإنجليزية)